# Флора Брэмли
Флора Брэмли (1909 — 1993) — американская киноактриса.

## Биография
Родилась в Лондоне, Брэмли, в июне 1926 года. Умерла 23 июня 1993 года своем доме в Молин, штат Иллинойс, США.

## Фильмография
| Год  |   | Русское название | Оригинальное название | Роль           |
| ---- | - | ---------------- | --------------------- | -------------- |
| 1926 | ф | —                | The Dude Cowboy       | Дорис Уригминт |
| 1927 | ф | Колледж          | College               | её подруга     |
| 1928 | ф | —                | We Americans          | Сара Шмидт     |
| 1930 | ф | Кокетливая вдова | The Flirting Widow    | Филлис         |